# Slavernijmuseum

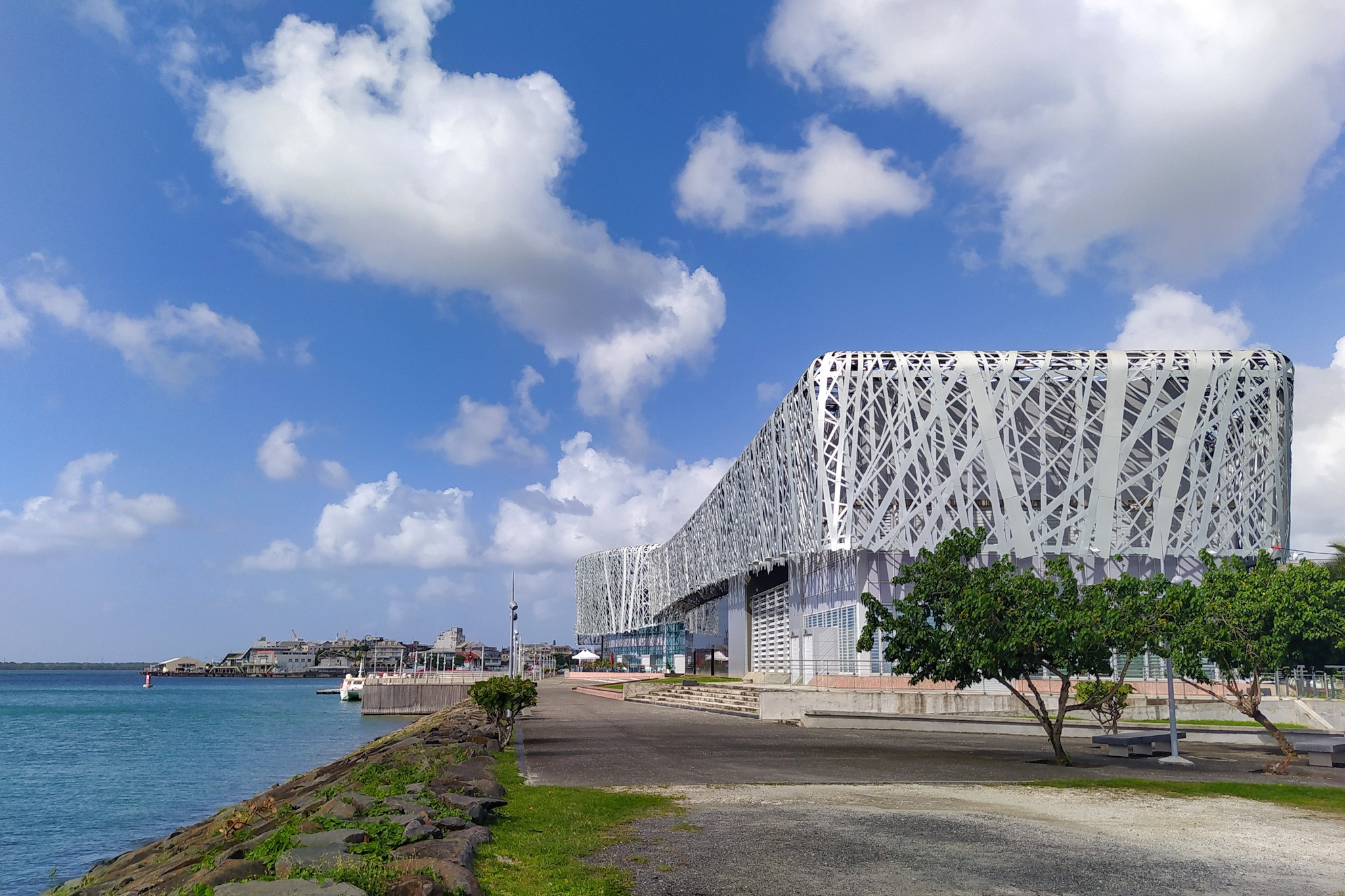
Slavernijmuseum te Guadeloupe (2015)

Een slavernijmuseum is een museum dat aspecten van (meestal de trans-Atlantische) slavernij toont. 
Voorbeelden hiervan zijn:

## In Afrika
- Musée national de l'esclavage in Luanda (Angola)
- Fort Sint George in Elmina (Ghana)
- Cape Coast Castle, nabij Elmina (Ghana)
- Maison des esclaves in Gorée (Senegal)
- Musée intercontinental de l'Esclavage te Port Louis op Mauritius

## In Amerika

### Antillen
- Mémorial ACTe in Pointe-à-Pitre (Guadeloupe)
- Museum Kurá Hulanda in Willemstad (Curaçao)

### Noord-Amerika
- International African American Museum in Charleston (South Carolina)
- Nationaal museum van Afrikaans-Amerikaanse geschiedenis en cultuur in Washington D.C.
- Whitney plantation in Wallace (Louisiana), over het leven op een plantage
- National Memorial for Peace and Justice in Montgomery (Alabama), ook bekend als the lynching memorial
- Vrijheidscentrum van de National Underground Railroad in Cincinnati (Ohio), over het ondergronds verzetsnetwerk
- Noordwest Afrikaans Amerikaans museum, in Seattle (Washington)
- Meer African-American musea binnen de Verenigde Staten zijn te vinden in:
  - Oakland (Californië)
  - DeLand (Florida)
  - Cedar Rapids (Iowa)
  - Hempstead (New York) / Nassau County
  - Cleveland (Ohio)
  - Philadelphia (Pennsylvania)
  - Dallas (Texas)

### Zuid-Amerika
- Museu do Escravo in Belo Vale (Brazilië)
- Museu do Escravo in Barra do Piraí (Brazilië)

## In Europa
- Museu do Mercado de Escravos in Lagos (Portugal), in een voormalig slavenmarktgebouw
- International Slavery Museum in Liverpool (Engeland)
- Nationaal Slavernijmuseum in Amsterdam (in oprichting)